# Forme Joubert
Pour les articles homonymes, voir Joubert.
La forme Joubert, (parfois forme-écluse Joubert, Cale Normandie) est une forme de radoub située dans le port de Saint-Nazaire, qui fait également office d'écluse donnant accès au bassin de Penhoët depuis l'estuaire de la Loire. C'est un lieu emblématique de la construction navale à Saint-Nazaire. Elle appartient au Grand port maritime de Nantes-Saint-Nazaire.

## Fonctions

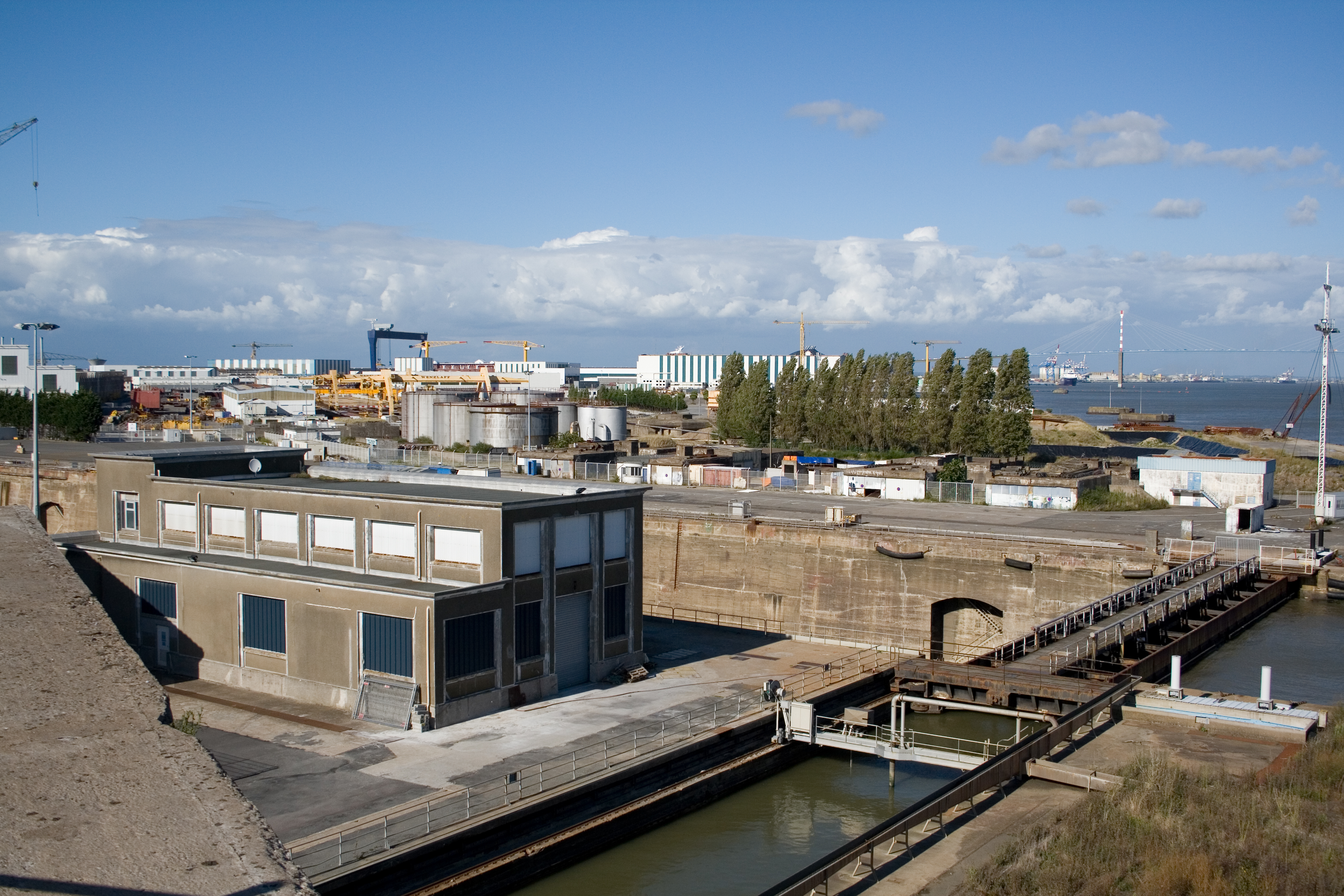
Porte sud et usine de pompage.

La forme Joubert permet l'accès des bateaux de grande taille à l'intérieur du port. En effet, la configuration du port de Saint-Nazaire et son maintien à niveau d'eau constant quelle que soit la marée rendent nécessaire la présence d'écluses pour l'entrée et la sortie des navires.
Elle sert aussi à l'entretien et à la construction de navires : une fois mise à sec, elle permet de travailler sur leurs parties ordinairement immergées.

## Histoire

### Construction
À la fin de la Première Guerre mondiale, le port de Saint-Nazaire prévoyait la construction d'un troisième bassin pour compléter les autres installations, de taille désormais insuffisante. Mais, le trafic du port s'étant effondré après la guerre, l'idée fut abandonnée.
Des problèmes d'infrastructure rencontrés pendant la finition du paquebot Île de France et la construction du Normandie relancèrent le projet.
Les travaux commencèrent en février 1929. La réception définitive eut lieu en 1933. La forme reçut le nom de Louis Joubert, président de la chambre de commerce de Saint-Nazaire, mort en 1939.

### Raid britannique pendant la Seconde Guerre mondiale
Le 27 mars 1942, la forme Joubert fut l'objectif principal de l'opération Chariot. Cette opération combinée entre la Royal Navy et les commandos britanniques avait pour but de la rendre inopérante. Elle était en effet la seule forme de radoub de la façade atlantique capable d'accueillir le cuirassé allemand Tirpitz.
La porte côté estuaire fut détruite. Les forces allemandes ne purent se servir de la forme jusqu'à la fin du conflit. Elle fut réparée à la fin des années 1940. Le premier navire qu'elle accueillit après cette réparation fut l'ancien paquebot allemand Europa, devenu Liberté, prise de guerre des Américains, donné à la France en dédommagement de la perte du paquebot Normandie.

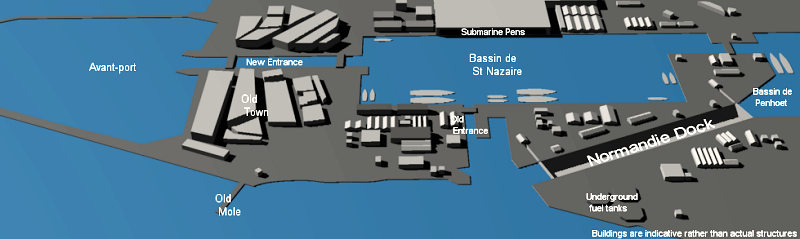
Plan du port de Saint-Nazaire en 1942 : la forme Joubert est indiquée sous le nom de Normandie Dock.

## Caractéristiques
- Longueur : 350 m[1]
- Largeur : 50 m[1]
- Profondeur : 15,25 m
- Volume d'eau : environ 260 000 mètres cubes

Une nouvelle porte (50 mètres de long, 17 m de large, 1 280 tonnes), côté estuaire, a été installée en 2010.